# Diodontidae
I Diodontidi (Diodontidae) sono una famiglia di pesci d'acqua salata appartenenti all'ordine dei Tetraodontiformes e conosciuti comunemente come pesci istrice.

## Distribuzione e habitat
Questi pesci sono diffusi in tutte le acque oceaniche tropicali e subtropicali. Alcune specie sono diffuse anche nel Mar Rosso. Vivono in acque basse, vicino a barriere coralline e fondali rocciosi.

## Descrizione
Il corpo di questi pesci è largo, con dorso piatto, occhi sporgenti e muso provvisto di becco rigido. La pinna dorsale e l'anale sono piccole, arrotondate e sistemate vicino al peduncolo caudale. Le pettorali sono ampie e tonde. La coda è a delta. La pelle di questo pesce è ricoperta di aculei cornei (derivati dall'evoluzione di alcune scaglie) ed è incredibilmente elastica: in caso di pericolo infatti i Diodontidi riempiono lo stomaco d'acqua trasformandosi in bizzarre "sfere" aculeate, risultando pericolosamente indigesti per un eventuale predatore.

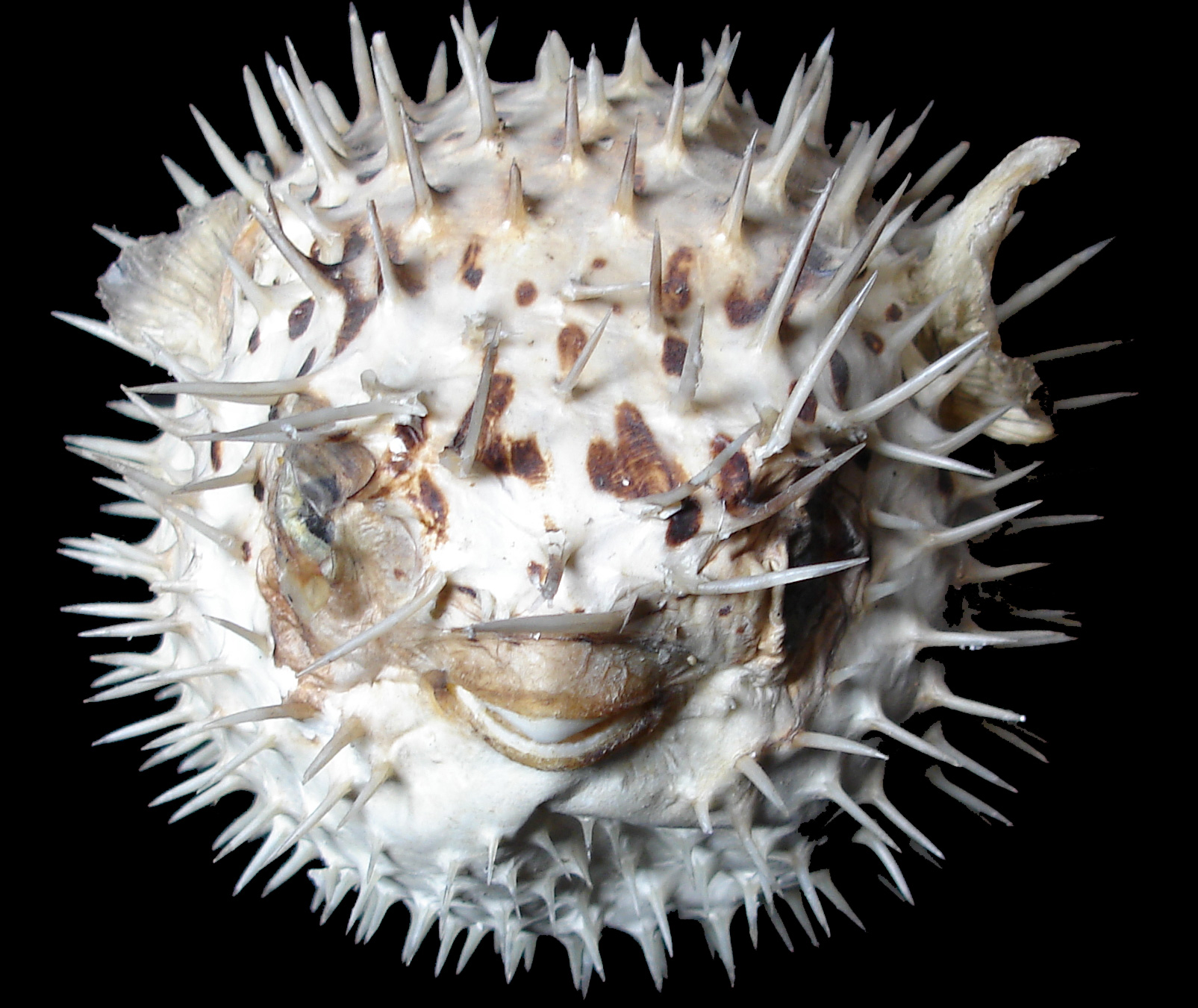
Un Diodon sp. in atteggiamento difensivo

Le dimensioni di questi pesci variano da 30 a 90 cm.

## Biologia

### Alimentazione
I Pesci istrice si cibano prevalentemente di molluschi, crostacei e polipi dei coralli, di cui spezzano i gusci o la struttura esoscheletrica con il forte becco dentato.

### Veleno
Il fegato di questi pesci è velenoso, poiché secerne una sostanza chiamata tetradotossina, una neurotossina che inibisce la funzione respiratoria, portando rapidamente alla morte.

## Tassonomia

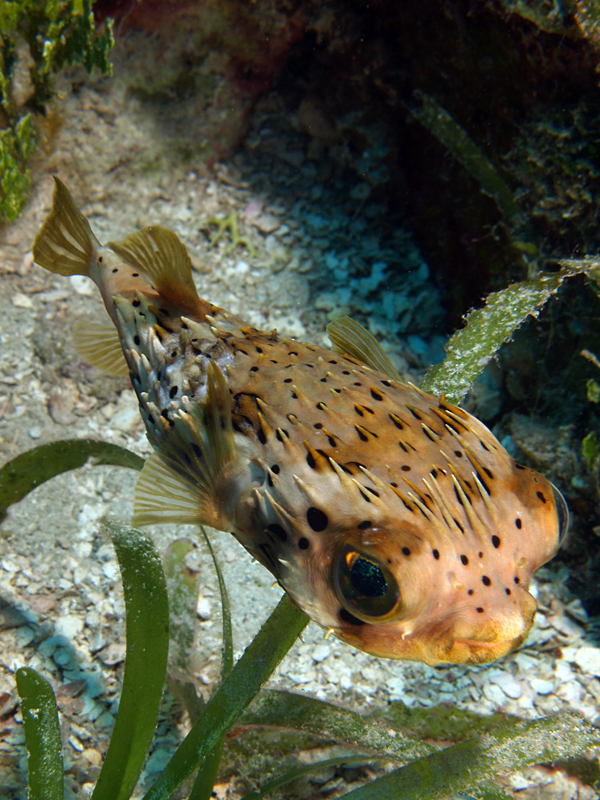
Diodon holocanthus

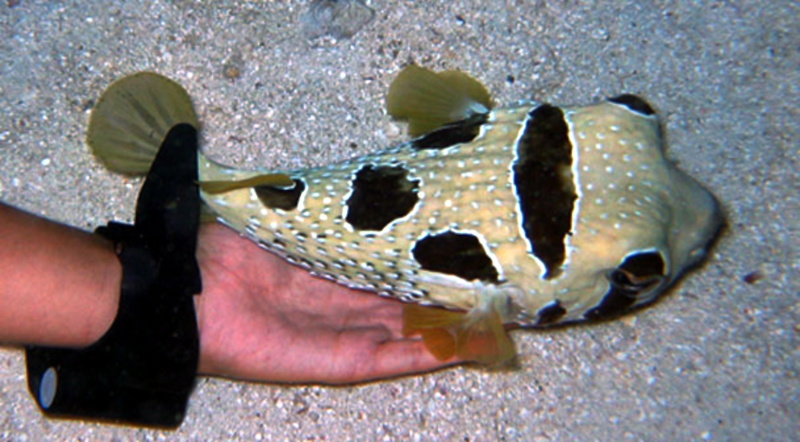
Diodon liturosus

La famiglia comprende i seguenti generi e specie:
- Allomycterus
  - Allomycterus pilatus
  - Allomycterus whiteleyi
- Chilomycterus
  - Chilomycterus affinis
  - Chilomycterus antennatus
  - Chilomycterus antillarum
  - Chilomycterus atringa
  - Chilomycterus geometricus
  - Chilomycterus reticulatus
  - Chilomycterus schoepfii
  - Chilomycterus spinosus
    - Chilomycterus spinosus mauretanicus
    - Chilomycterus spinosus spinosus
- Cyclichthys
  - Cyclichthys hardenbergi
  - Cyclichthys orbicularis
  - Cyclichthys spilostylus
- Dicotylichthys
  - Dicotylichthys punctulatus
- Diodon
  - Diodon eydouxii
  - Diodon holocanthus
  - Diodon hystrix
  - Diodon liturosus
  - Diodon nicthemerus
- Lophodiodon
  - Lophodiodon calori
- Tragulichthys
  - Tragulichthys jaculiferus